# بن هرد
بن هرد (انگلیسی: Ben Herd؛ زادهٔ ۲۱ ژوئن ۱۹۸۵) بازیکن فوتبال اهل بریتانیا است.
از باشگاه‌هایی که در آن بازی کرده‌است می‌توان به باشگاه فوتبال بورم‌وود، باشگاه فوتبال همل همپستید تاون، باشگاه فوتبال آلدرشات تاون، باشگاه فوتبال دانستیبل تاون، باشگاه فوتبال واتفورد و باشگاه فوتبال شروزبری تاون اشاره کرد.